# Kladno volejbal
Il Kladno volejbal è una società pallavolistica maschile ceca con sede a Kladno: milita nel campionato di Extraliga.

## Rosa 2017-2018
| N° | Nome               | Ruolo | Data di nascita  | Nazionalità sportiva |
| -- | ------------------ | ----- | ---------------- | -------------------- |
| 1  | Matthew West       | P     | 1º ottobre 1993  | Stati Uniti          |
| 2  | Ondřej Lenc        | S     | 13 novembre 1995 | Rep. Ceca            |
| 5  | Adam Zajíček       | C     | 25 febbraio 1993 | Rep. Ceca            |
| 6  | Milan Moník        | L     | 15 marzo 1988    | Rep. Ceca            |
| 7  | Štěpán Trojan      | C     | 3 gennaio 1994   | Rep. Ceca            |
| 9  | Tomáš Hýský        | S     | 2 novembre 1983  | Rep. Ceca            |
| 10 | Ondřej Fortuník    | P     | 28 novembre 1986 | Rep. Ceca            |
| 11 | Petr Šulista       | S     | 29 aprile 1993   | Rep. Ceca            |
| 12 | Marcel Gromadowski | S/O   | 19 dicembre 1985 | Polonia              |
| 13 | Adam Kozák         | S     | 11 giugno 1999   | Rep. Ceca            |
| 15 | Vladimír Sobotka   | C     | 7 maggio 1985    | Rep. Ceca            |
| 16 | Martin Blažek      | -     | 17 aprile 1999   | Rep. Ceca            |

## Palmarès
- Campionato ceco: 2

2004-05, 2009-10
- Coppa della Repubblica Ceca: 1

2016-17